# Rubidiumpropionat
Rubidiumpropionat ist das Rubidiumsalz der Propionsäure.

## Herstellung
Rubidiumpropionat kann durch Salzbildungsreaktion aus Rubidiumhydroxid und Propionsäure hergestellt werden.
{\displaystyle {\ce {RbOH + C2H5COOH -> C2H5COORb + H2O}}}
Ebenso ist die Synthese aus Rubidiumcarbonat und Propionsäure unter Entwicklung von Kohlendioxid möglich.
{\displaystyle {\ce {Rb2CO3 + 2C2H5COOH -> 2C2H5COORb + H2O + CO2 ^}}}

## Eigenschaften
Rubidiumpropionat kann in drei verschiedenen Kristallstrukturen auftreten. Die Phasenübergänge finden bei 564,3 K und 317 K statt.